# Bahnhof Brugge
Der Bahnhof Brugge ist der Hauptbahnhof von Brügge und einer der wichtigsten Bahnhöfe Belgiens. Er liegt an den Strecken Brüssel-Ostende (Strecke 50A), Brügge-Kortrijk (Strecke 66) und Brügge-Blankenberge (Strecke 51); weitere Strecken führen nördlich nach Zeebrügge (Strecke 51A) und nordöstlich nach Knokke-Heist (Strecke 51B). Zwischen 1863 und 1959 gab es auch eine weitere Verbindung (Strecke 58) nach Eeklo.

## Geschichte

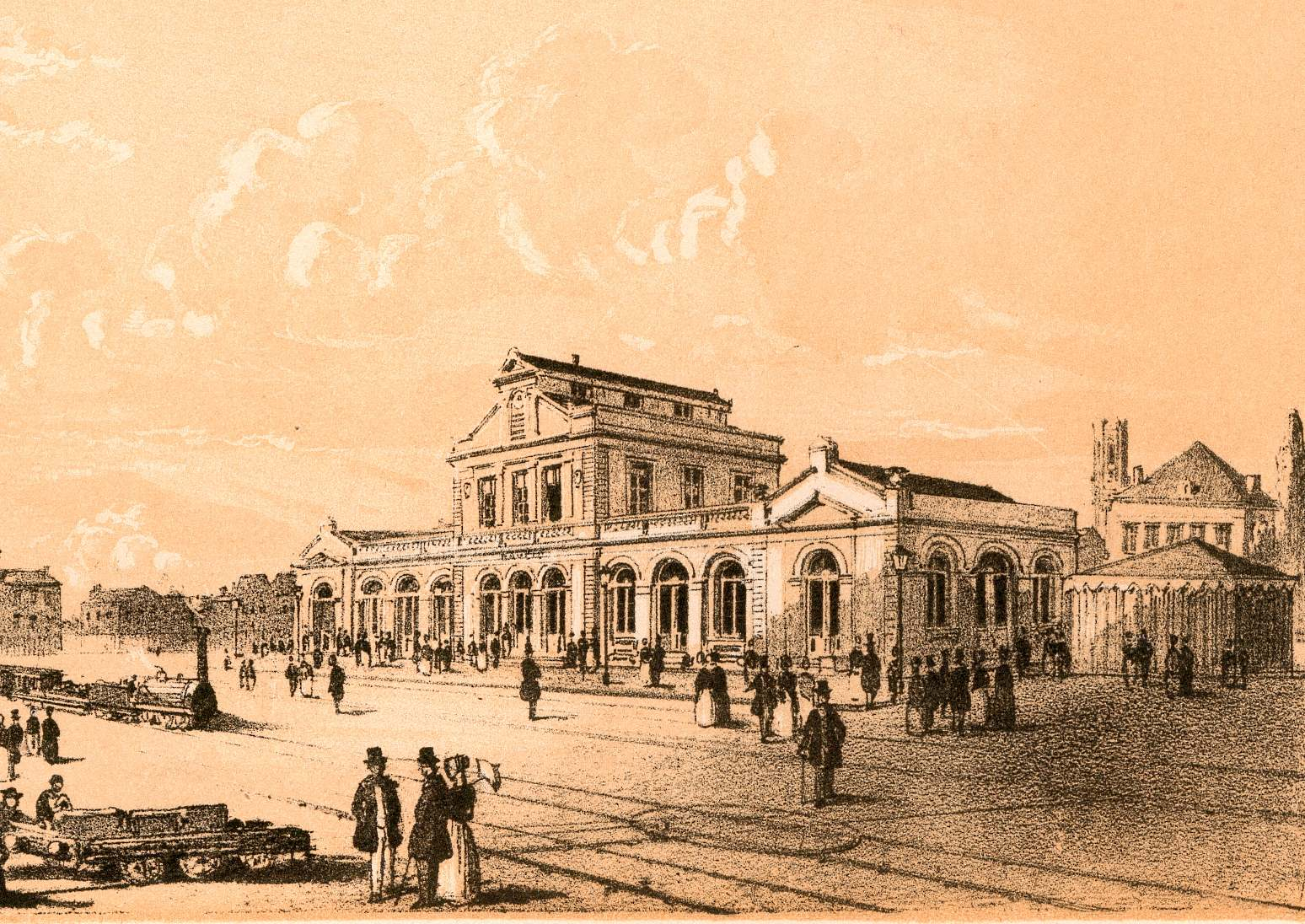
Erster Bahnhof (um 1840) (auf t Zand)

Am 12. August 1838 wurde die Strecke Gent-Brügge im Beisein von König Leopold I und Königin Louise eröffnet. Am 28. August desselben Jahres folgte die Strecke Brügge-Ostende, deren Streckenführung in Brügge den heutigen Straßen König Albert I-Laan und Hoefijzerlaan folgte. In den ersten Jahren fungierte eine ehemalige Polizeiwache (Corps de Garde) als provisorischer Bahnhof, erst 1844 wurde das erste, vom Architekten Auguste Payen im klassizistischen Stil entworfene Bahnhofsgebäude eröffnet. 

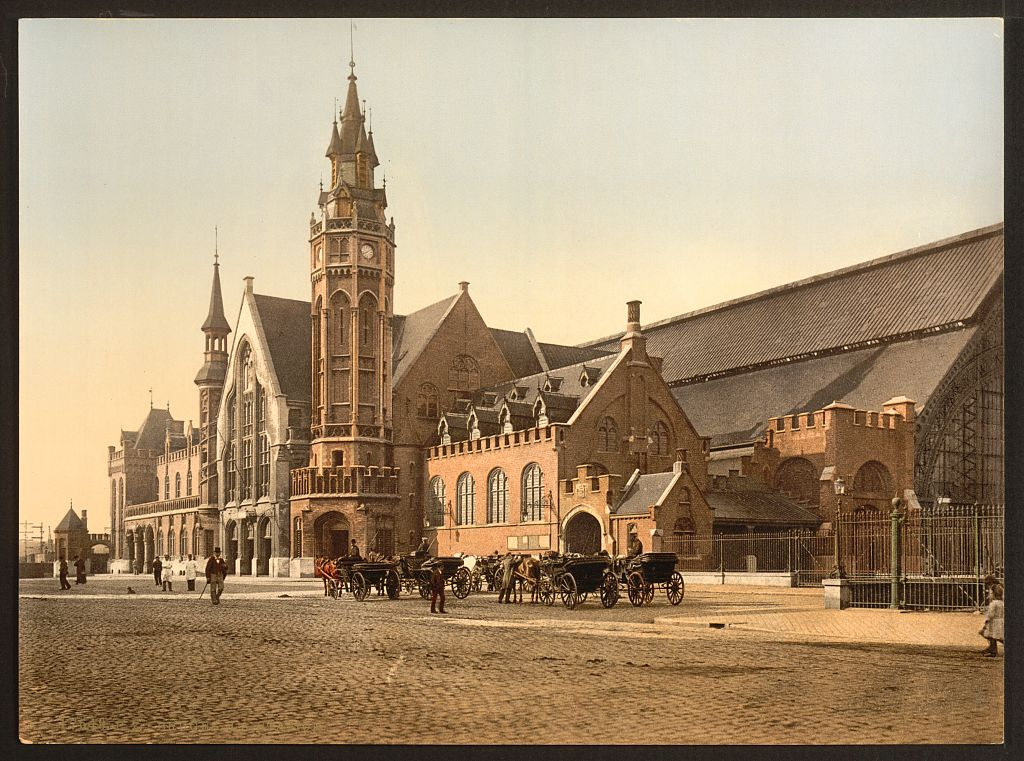
Zweiter Bahnhof (um 1890–1900) (auf t Zand)

Durch die Eröffnung der Strecken nach Kortrijk in den Jahren 1846–1847 und Eeklo und Blankenberge im Jahr 1863 wurde das Gebäude zu klein und wurde 1886 durch den zweiten Bahnhof ersetzt. Dieser wurde nach einem Entwurf des Antwerpener Architekten Joseph Schadde im neugotischen Stil gebaut und besaß als Bahnsteigüberdachung eine verglaste Eisenkonstruktion.
Durch die Lage des Bahnhofs und der Gleise wurde der westliche Teil Brügges (Boeveriestraat und Smedenstraat) vom Rest der Stadt getrennt. Neben einem (sehr häufig geschlossenen) Bahnübergang existierten nur einige Fußgängertunnel; der Verkehr in Richtung Sint-Michiels, Sint-Andries, Torhout und Gistel verlief hierdurch sehr schwerfällig. Aus diesem Grund wurde 1899 beschlossen, die Gleise im Stadtbereich auf einem neu angelegten Damm erhöht zu verlegen und einen neuen Bahnhof am Südrand der alten Innenstadt zu bauen. 
Der Baubeginn war 1910, er wurde jedoch durch den Ersten Weltkrieg für längere Zeit unterbrochen. Erst ab 1935 konnte die Strecke weitergebaut werden, und 1936 wurde zunächst der Zugverkehr, 1939 dann auch der neue Bahnhof in Betrieb genommen. Das von den Architekten Jos Van Kriekinge und Maurice Van Kriekinge entworfene Gebäude wurde am 1. April 1939 offiziell eröffnet und ist heute noch in Betrieb. Der zweite Bahnhof wurde 1947–1948 abgerissen und das Bahnhofsgelände zu einem offenen Platz zurückgewandelt. Die südlichen Gleisanlagen wurden zum König-Albert-I-Park umgebaut, das nördliche Gleisbett bildet die heutige Hoefijzerlaan.

## Verkehr
Stand: Fahrplanperiode 10. Dezember 2017 bis 8. Dezember 2018
| Linie | Verlauf | Takt Mo–Fr              | Takt Sa, So                             |
| ----- | --- | ----------------------- | --------------------------------------- |
| IC 01 | Eupen – Welkenraedt – Verviers-Central – Liège-Guillemins – Leuven – Brüssel-Nord – Brüssel-Central – Brüssel-Süd – Gent-Sint-Pieters – Brugge – Oostende | 60 min                  | 60 min                                  |
| IC 02 | Oostende – Brugge – Gent-Sint-Pieters – Gent-Dampoort – Lokeren – Sint-Niklaas – Antwerpen-Berchem – Antwerpen-Centraal                                   | 60 min                  | 60 min                                  |
| IC 03 | Genk – Landen – Leuven – Brüssel-Nord – Brüssel-Central – Brüssel-Süd – Gent-Sint-Pieters – Brugge – Blankenberge                                         | 60 min                  | 60 min                                  |
| IC 23 | Oostende – Brugge – Kortrijk – Zottegem – Brüssel-Süd – Brüssel-Central – Brüssel-Nord – Flughafen Brüssel-Zaventem                                       | 60 min                  | 60 min                                  |
| IC 23 | Knokke – Brugge – Gent-Sint-Pieters – Brüssel-Süd – Brüssel-Central – Brüssel-Nord – Flughafen Brüssel-Zaventem                                           | 60 min                  | 60 min                                  |
| IC 32 | Brugge – Lichtervelde – Kortrijk | 60 min                  | 60 min                                  |
| L 02  | (Zeebrugge-Dorp – oder Zeebrugge-Strand –) Brugge – Gent-Sint-Pieters (– Dendermonde – Mechelen)                                                          | 60 min Z.-Dorp–Mechelen | 60 min nach Gent 120 min nach Z.-Strand |
| P     | verschiedene Verstärkerfahrten | HVZ                     | –                                       |
| ICT   | verschiedene Fahrten von/zu touristischen Orten | Touristensaison         | Touristensaison                         |